# Nużeniec

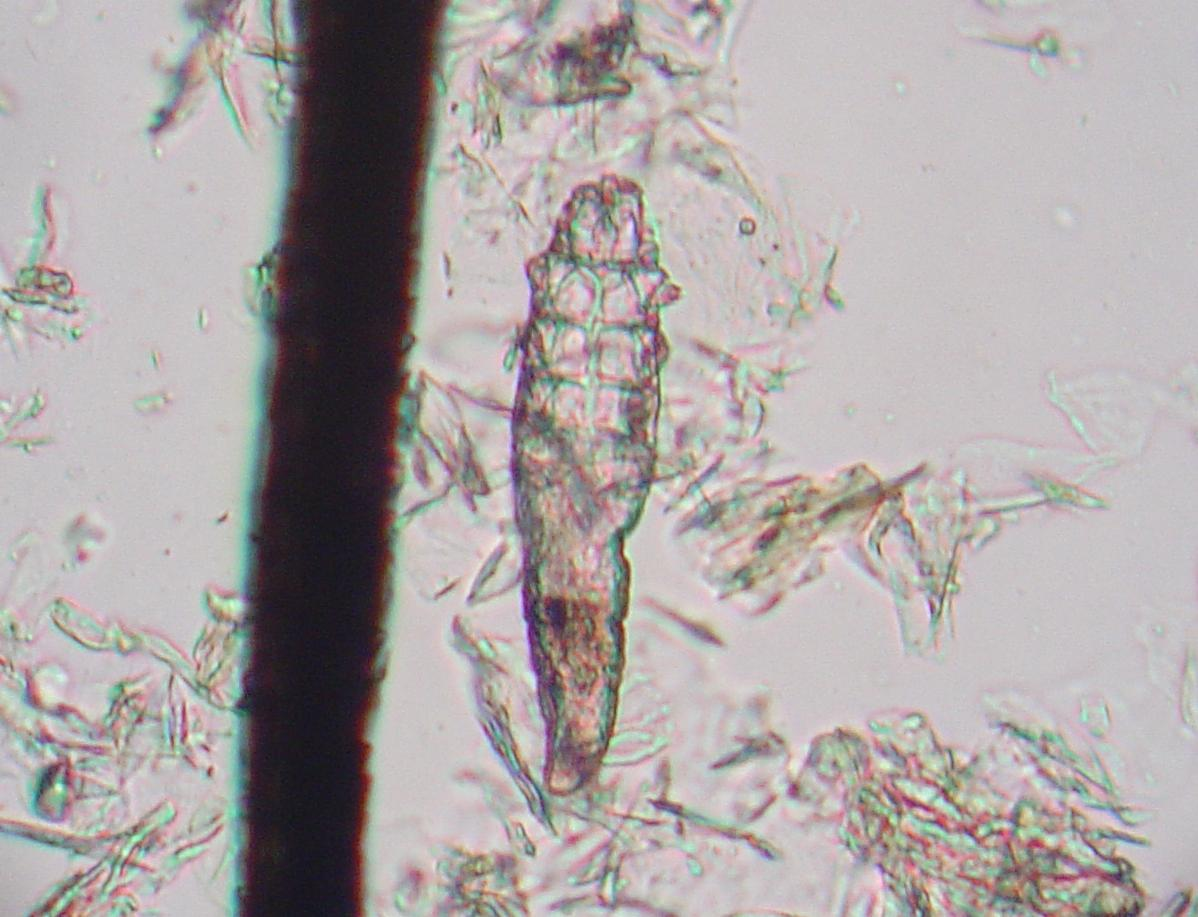
Nużeniec psi

Nużeniec (Demodex) – rodzaj roztoczy z rzędu Trombidiformes i rodziny nużeńcowatych. Obejmuje komensale, bytujące głównie w torebkach włosowych i gruczołach łojowych ssaków. Mają kształt cygara o długości 0,15–0,3 mm, a więc widoczne są jedynie pod mikroskopem. Na przedniej części ciała pasożyta znajdują się 4 pary kikutowych odnóży, które umożliwiają mu tylko bardzo powolne przesuwanie się do przodu wzdłuż włosa. Nużeńce nie drążą kanałów w skórze, jak świerzbowce, ani nie wysysają krwi. Stąd wywoływany przez nie świąd nie jest zbyt silny. Wywołują chorobę zwierząt zwaną nużycą. U człowieka wywołują chorobę zwaną demodeciodozą. U ludzi inwazja dotyczy głównie głowy oraz twarzy. U zwierząt w zależności od gatunku rozmieszczenie pasożytów może być różne. Roztocza zagnieżdżają się w torebkach włosowych i gruczołach łojowych. Tu składają jaja, z których rozwijają się larwy, a z nich w ciągu miesiąca dojrzałe płciowo nużeńce. 

## Taksonomia
Rodzaj ten wprowadzony został w 1843 roku przez Richarda Owena. Obejmuje ponad setkę opisanych gatunków, przy czym status systematyczny niektórych wymaga weryfikacji.
Do rodzaju tego należą:

- Demodex acutipes Bukva et Preisler, 1988
- Demodex aelleni Fain, 1960
- Demodex agrarii Bukva, 1994
- Demodex ailuropodae Xu-Yehua et al., 1986
- Demodex antechini Nutting et Sweatman, 1970
- Demodex apodemi Hirst, 1918
- Demodex araneae Nutting, 1950
- Demodex aries Desch, 1986
- Demodex artibei Vargas et al., 1995
- Demodex arvicolae Zschokke, 1888
- Demodex aurati Nutting, 1961
- Demodex auricularis Izdebska, Rolbiecki et Fryderyk, 2014
- Demodex bandicotae Izdebska et al., 2017
- Demodex bantengi Firda, Nutting et Sweatman, 1987
- Demodex bicaudatus Kniest et Lukoschus, 1981
- Demodex bisonianus Kadulski et Izdebska, 1996
- Demodex bonapartei Nutting, 1950
- Demodex bovis Stiles, 1892 – nużeniec bydlęcy
- Demodex brevis Akbulatova, 1963
- Demodex buccalis Bukva, in Bukva et al., 1985
- Demodex caballi (Railliet, 1895)
- Demodex cafferi Nutting et Guilfoy, 1979
- Demodex canis Leydig, 1859 – nużeniec psi
- Demodex caprae Railliet, 1895 – nużeniec kozi
- Demodex carolliae Desch et al., 1971
- Demodex castoris Izdebska, Fryderyk et Rolbiecki, 2016
- Demodex cati Megnin, 1877 – nużeniec koci
- Demodex caviae Bacigalupo et Roveda, 1954
- Demodex cervi Prietsch, 1886
- Demodex chiropteralis Hirst, 1921
- Demodex conicus Izdebska et Rolbiecki, 2015
- Demodex cornei Izdebska et Rolbiecki, 2018
- Demodex corniculatus Izdebska, 2012
- Demodex criceti Nutting et Rauch, 1958
- Demodex cricetuli Hurley et Desch, 1994
- Demodex cuniculi Pfeiffer, 1903 – nużeniec króliczy
- Demodex cyonis Morita et al., 2018
- Demodex dasypodi Desch et Stewart, 2002
- Demodex desmodi Desch, 1994
- Demodex erinacei Hirst, 1917
- Demodex erminae Hirst, 1919
- Demodex equi Railliet, 1895 – nużeniec koński
- Demodex felis (nomen nudum)
- Demodex flagellurus Bukva, 1985
- Demodex folliculorum (Simon, 1843) – nużeniec ludzki
- Demodex foveolator Bukva, 1984
- Demodex fusiformis Izdebska et Rolbiecki, 2015
- Demodex gatoi Desch et Stewart, 1999
- Demodex ghanensis Oppong, Lee et Yasin, 1975
- Demodex glareoli Hirst, 1919
- Demodex gliricolens Hirst, 1921
- Demodex gracilentus Izdebska et Rolbiecki, 2013
- Demodex huttereri Mertens, Lukoschus et Nutting, 1983
- Demodex injai Desch et Hillier, 2003
- Demodex intermedius Lukoschus et al., 1984
- Demodex kutzeri Bukva, 1987
- Demodex lacrimalis Lukoschus et Jongman, 1974
- Demodex leucogasteri Hughes et Nutting, 1981
- Demodex longior Hirst, 1918
- Demodex longissimus Desch, Nutting et Lukoschus, 1972
- Demodex lutrae Izdebska et Rolbiecki, 2014[5]
- Demodex macaci Karjala, Desch et Starost, 2005
- Demodex macroglossi Desch, 1981
- Demodex marculus Izdebska et Rolbiecki, 2015
- Demodex marsupiali Nutting, Lukoschus et Desch, 1980
- Demodex melanopteri Lukoschus, Jongman et Nutting, 1972
- Demodex melesinus Hirst, 1921
- Demodex merioni (nomen nudum)
- Demodex mexicanus Vargas et al., 1995
- Demodex microti Izdebska et Rolbiecki, 2013
- Demodex mollis Izdebska et al., 2017
- Demodex molossi Desch, Nutting et Lukoschus, 1972
- Demodex muscardini Hirst, 1917
- Demodex musculi Oudemans, 1897
- Demodex myotidis (nomen nudum)
- Demodex mystacina Desch, 1989
- Demodex nanus Hirst, 1918
- Demodex neomydis Bukva, 1995
- Demodex neoopisthosomae Desch, Lukoschus et Nadchatram, 1986
- Demodex norvegicus Bukva, 1995
- Demodex novazelandica Desch, 1989
- Demodex nycticeii Desch, 1996
- Demodex odocoilei Desch et Nutting, 1973
- Demodex ovis Hirst, 1919 – nużeniec owczy
- Demodex peromysci Lombert, Lukoschus et Whitaker, 1983
- Demodex phocidi Desch, Dailey et Tuomi, 2003
- Demodex phylloides Csokor, 1879 – nużeniec świński
- Demodex phyllostomatis Leydig, 1859
- Demodex plecoti Izdebska et al., 2019
- Demodex ponderosus Izdebska et Rolbiecki, 2014[6]
- Demodex pseudaxis Schpringol’ts-Schmidt, 1937
- Demodex pusillus Izdebska et al., 2022[7]
- Demodex ratti Hirst, 1917
- Demodex ratticola Bukva, 1995
- Demodex rosus Bukva in Bukva et al., 1985
- Demodex sabani Desch, Lukoschus et Nadchatram, 1984
- Demodex saimiri Lebel et Nutting 1973
- Demodex sciurei Lebel, 1970
- Demodex sciurinus Hirst, 1923
- Demodex sinocricetuli Desch et Hurley, 1997
- Demodex soricinus Hirst, 1918
- Demodex spelaea Desch, Lukoschus et Nadchatram, 1986
- Demodex suis (Kadlec, 1975)
- Demodex sungori Desch, Davis et Klompen, 2006
- Demodex sylvilagi Maravelas, 1962
- Demodex talpae Hirst, 1921
- Demodex tauri Bukva, 1986
- Demodex tigris Shi, Xie et Hsu, 1985
- Demodex tortellinioides Desch et Holz, 2006
- Demodex transitionalis Moravelas, 1962
- Demodex uncii Desch, 1993
- Demodex ursi Desch, 1995
- Demodex vibrissae Izdebska, Rolbiecki et Fryderyk, 2016
- Demodex zalophi Dailey et Nutting, 1980